# Лодзинський повіт
Лодзинський повіт — адміністративна одиниця у складі Лодзинського воєводства Польської республіки.
Площа Лодзинського повіту становила 954 км².

## Адміністративний поділ повіту
В склад повіту входили такі ґміни:

- Ґміна Андресполь
- Ґміна Бруйце
- Ґміна Чарноцин (Пйотрковський повіт)
- Ґміна Лютомерськ
- Ґміна Новосольна

Міста
- Александрув-Лодзький
- Константинув-Лодзький
- Тушин
- Згеж

## Старости
- Антоній Ремішевський (1919-1926)
- Ян Дихдалевич (1926-1927)
- Олекси Ржевський (1927-1933)
- Вінценти Маковський (1933-1937)
- Францишек Денис (1938-1939)